# Carl Lingnau (Verleger)
Carl Adolf Friedrich Lingnau, in den USA Charles F. Lingnau (* 26. Februar 1817 in Neustrelitz; † 22. Mai 1891 in Saratoga Springs (New York)) war in den 1850er Jahren ein radikaldemokratischer deutscher Revolutionär und Verleger.

## Leben
Carl Lingnau war ein Sohn des namensgleichen Postbeamten Carl Lingnau (1789–1864) und dessen Ehefrau Sofie Friederike Johanne, geb. Barnewitz. Die Familie Barnewitz betrieb in Neustrelitz eine Hofbuchhandlung. Der spätere Postbeamte Hermann Lingnau (1815–1885) war sein Bruder.

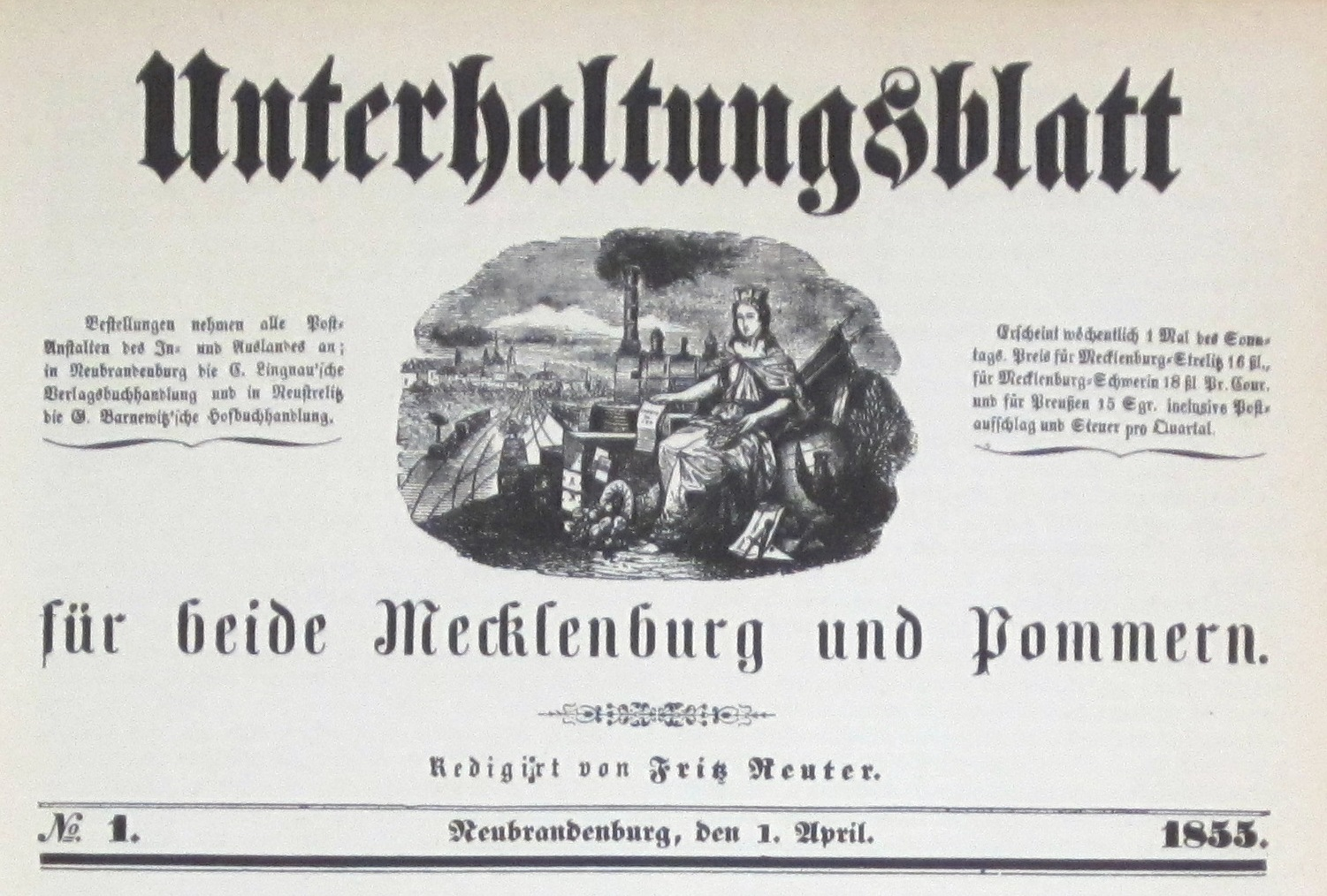
Titelkopf einer von Lingnau herausgegebenen Zeitschrift

Lingnau ließ sich als Buchhändler in Neubrandenburg nieder und leistete am 25. März 1847 den Bürgereid. Er versuchte sich als Verleger von Zeitschriften (u. a. Fritz Reuters  „Unterhaltungsblatt für beide Mecklenburg und Pommern“) und pachtete im Oktober 1850 die Neubrandenburger Ratswaage.
Im November 1850 gehörte er zu den Fluchthelfern in Mecklenburg, die sich an der Befreiung von Gottfried Kinkel durch Carl Schurz aus der Festung Spandau beteiligten. Darauf folgten Hausdurchsuchungen und Repressalien durch die mecklenburgischen Behörden. Im Zusammenhang mit dem Rostocker Hochverratsprozess erfolgte im April 1853 eine weitere Hausdurchsuchung mit der Beschlagnahme von Belastungsmaterial.
Nach Unregelmäßigkeiten und Unterschlagungen entzog sich Lingnau dem Konkurs durch Flucht nach England zu Kinkel, wobei er seine Frau und fünf Kinder in Neubrandenburg zurückließ. Er ging weiter nach Amerika und lebte ab 1857 als Gärtner in Saratoga Springs im Staat New York.